# Худолиевка (Семёновский район)
Худолиевка (укр. Худоліївка) — село, Худолиевский сельский совет, Семёновский район, Полтавская область, Украина.
Код КОАТУУ — 5324588801. Население по переписи 2001 года составляло 492 человека.
Является административным центром Худолиевского сельского совета, в который не входят другие населённые пункты.

## Географическое положение
Село Худолиевка находится в 5-и км от левого берега реки Сула, на краю большого болота в котором много озёр, в том числе озёра Семибоково, Худолевское Кривое и Чирковое. На расстоянии в 2,5 км расположены сёла Матвеевка, Строкачи и Лазки (Хорольский район).

## История
Михайловская церковь известна с 1763 года.
Присутствует на карте 1812 года.